# Солец-Здруй (гмина)
Солец-Здруй (пол. Solec-Zdrój) — сельская гмина (волость) в Польше, входит как административная единица в Буский повет, Свентокшиское воеводство. Население — 5 039 человек (на 2004 год).

## Демография
| Перепись                       | Всего   | Всего | Женщины | Женщины | Мужчины | Мужчины |
| ------------------------------ | ------- | ----- | ------- | ------- | ------- | ------- |
| Единицы                        | человек | %     | человек | %       | человек | %       |
| Население                      | 5 039   | 100   | 2 567   | 50,9    | 2 472   | 49,1    |
| Плотность населения (чел./км²) | 59,4    | 59,4  | 30,2    | 30,2    | 29,1    | 29,1    |

## Сельские округа
1. Хинкув
2. Кикув
3. Людвинув
4. Магерув
5. Пясек-Малы
6. Пестшец
7. Солец-Здруй
8. Стражник
9. Сулковице
10. Свиняры
11. Велнин
12. Влосновице
13. Загае-Киковске
14. Загаюв
15. Загаюв-Колёня
16. Загужаны
17. Зборув
18. Зелёнки
19. Жукув

## Соседние гмины
1. Гмина Буско-Здруй
2. Гмина Новы-Корчин
3. Гмина Пацанув
4. Гмина Стопница